# Scincella cherriei
Scincella cherriei (земляний сцинк коричневий) — вид сцинкоподібних ящірок родини сцинкових (Scincidae). Мешкає в Мексиці і Центральній Америці. Вид названий на честь американського натураліста Джорджа Крука Черрі.

## Підвиди
Виділяють три підвиди:
- Scincella cherriei cherriei Cope, 1893) — від Табаско і північного Чіапаса до Коста-Рики і Панами;
- Scincella cherriei ixbaac (L. Stuart, 1940) — Юкатанський півострів (на південь до Кампече і Петена);
- Scincella cherriei stuarti (H.M. Smith, 1941) — від центрального Веракруса до перешийка Теуантепек.

## Поширення і екологія
Коричневі земляні сцинки мешкають в Мексиці, Гватемалі, Белізі, Гондурасі, Нікарагуа, Коста-Риці і Панамі. Вони живуть у вологих і сухих тропічних лісах, серед опалого листя. Зустрічаються на висоті до 1860 м над рівнем моря. Ведуть наземний, денний спосіб життя, живляться дрібними безхребетними, відкладають яйця.